# Camptoprosopella equatorialis
Camptoprosopella equatorialis är en tvåvingeart som beskrevs av Shewell 1939. Camptoprosopella equatorialis ingår i släktet Camptoprosopella och familjen lövflugor. Inga underarter finns listade i Catalogue of Life.